# Denise Feierabend
Denise Feierabend (Engelberg, 15 aprile 1989) è un'ex sciatrice alpina svizzera.

## Biografia

### Stagioni 2005-2010
Originaria del Canton Obvaldo, ha disputato le prime gare FIS nel dicembre del 2004. Ha esordito in Coppa Europa il 5 gennaio 2006 a Lenzerheide in slalom speciale, classificandosi 27ª. Due stagioni dopo, il 15 febbraio 2008, ha debuttato in Coppa del Mondo nello slalom speciale di Zagabria Sljeme piazzandosi 18ª.
Nel 2009 è stata convocata per i suoi primi Campionati mondiali e durante la rassegna iridata di Val-d'Isère ha ottenuto il 6º posto nello slalom speciale vinto dalla tedesca Maria Riesch; pochi giorni dopo, il 18 febbraio, ha ottenuto a Zakopane nella medesima specialità la sua prima vittoria, nonché primo podio, in Coppa Europa, mentre il 1º marzo successivo ha vinto la medaglia d'oro nello slalom speciale ai Mondiali juniores di Garmisch-Partenkirchen.

### Stagioni 2011-2016
Nella rassegna iridata di Garmisch-Partenkirchen 2011 ha ottenuto il 35º posto nello slalom gigante, il 21º nello slalom speciale e il 6º nella supercombinata. Ha subito un grave infortunio al ginocchio sinistro sul finire della stagione 2011-2012, durante una sessione di allenamento a Ofterschwang.
Tornata a competere in Coppa del Mondo all'inizio della stagione 2013-2014, ha preso parte ai XXII Giochi olimpici invernali di Soči 2014, sua prima presenza olimpica, classificandosi 17ª nello slalom speciale e 12ª nella supercombinata. Il 20 febbraio 2015 ha colto a Bad Wiessee in slalom speciale la sua ultima vittoria, nonché ultimo podio, in Coppa Europa e il 13 marzo 2016 ha ottenuto il suo miglior piazzamento in Coppa del Mondo: 4ª nella combinata di Lenzerheide del 13 marzo.

### Stagioni 2017-2018
Ai Mondiali di Sankt Moritz 2017, sua ultima presenza iridata, si è classificata 4ª nella combinata e 9ª nello slalom speciale. Ai XXIII Giochi olimpici invernali di Pyeongchang 2018, suo congedo olimpico, ha vinto la medaglia d'oro nella gara a squadre e si è classificata 14ª nello slalom speciale e 9ª nella combinata.
Il 26 novembre 2017 a Killington in slalom speciale ha bissato il suo miglior piazzamento in Coppa del Mondo (4ª); si è ritirata al termine di quella stessa stagione 2017-2018: la sua ultima gara in Coppa del Mondo è stata lo slalom speciale disputato a Åre il 17 marzo, dove è stata 12ª, e la sua ultima gara in carriera è stata lo slalom speciale dei Campionati svizzeri 2018, l'8 aprile a Meiringen, chiuso dalla Feierabend al 12º posto.

## Palmarès

### Olimpiadi
- 1 medaglia:
  - 1 oro (gara a squadre a Pyeongchang 2018)

### Mondiali juniores
- 1 medaglia:
  - 1 oro (slalom speciale a Garmisch-Partenkirchen 2009)

### Coppa del Mondo
- Miglior piazzamento in classifica generale: 23ª nel 2018

#### Coppa del Mondo - gare a squadre
- 1 podio:
  - 1 vittoria

### Coppa Europa
- Miglior piazzamento in classifica generale: 17ª nel 2009
- 5 podi:
  - 3 vittorie
  - 1 secondo posto
  - 1 terzo posto

#### Coppa Europa - vittorie
| Data             | Località           | Paese    | Specialità |
| ---------------- | ------------------ | -------- | ---------- |
| 18 febbraio 2009 | Zakopane           | Polonia  | SL         |
| 13 gennaio 2011  | Bad Kleinkirchheim | Austria  | SG         |
| 20 febbraio 2015 | Bad Wiessee        | Germania | SL         |

Legenda:

SG = supergigante

SL = slalom speciale

### Nor-Am Cup
- Miglior piazzamento in classifica generale: 34ª nel 2011
- 2 podi:
  - 1 secondo posto
  - 1 terzo posto

### Campionati svizzeri
- 8 medaglie[2]:
  - 3 ori (slalom speciale, combinata nel 2015; supergigante nel 2016)
  - 5 argenti (supercombinata nel 2011; supercombinata, slalom speciale nel 2014; discesa libera nel 2015; discesa libera nel 2016)